# 大村恒雄
大村 恒雄（おおむら つねお、1930年（昭和5年）7月29日 - 2022年（令和2年）1月29日）は、日本の生化学者。シトクロムP450発見者。九州大学名誉教授。理学博士。

## 人物・経歴
静岡市に生まれる。静岡県立静岡中学校を経て、1949年（昭和24年）、静岡高等学校 (旧制)卒業。1953年（昭和28年）、東京大学理学部化学科卒業。同年、静岡大学文理学部化学科助手。1960年（昭和35年）、 大阪大学蛋白質研究所助教授。 1961年（昭和36年）、理学博士。1970年（昭和45年）、九州大学理学部生物学科教授。1986年（昭和61年）、九州大学大学院医学系研究科教授（分子生命科学専攻）。1994年（平成6年） 、九州大学を定年退職、名誉教授。1995年（平成7年）-1999年（平成11年）、米国ヴァンダービルト大学医学部客員教授。1999年（平成11年）-2009年（平成21年）、BBRC Editor。日本生化学会 名誉会員。日本薬物動態学会 名誉会員。日本蛋白質学会 名誉会員。
1962年（昭和37年）、シトクロムP450を発見した。

## 著書
- 『P450の分子生物学 第2版』 大村恒雄, 石村巽, 藤井義明 編 講談社 2009.8
- 『P450の分子生物学』 大村恒雄, 石村巽, 藤井義明 編 講談社2003.10
- 『薬物代謝の酵素系』 佐藤了, 大村恒雄 編 講談社1988.10
- 『細胞生物学』 小川和朗 ほか編 理工学社 1978.2
- 『細胞生物学』 小川和朗 等編 理工学社 1977.4
- 『膜蛋白質の膜への組込みと膜内トポロジー形成の機構』 研究代表者 大村恒雄 九州大学 1994.3
- 『生体膜局在化シグナルの改変による新機能膜蛋白質の開発』 研究代表者 大村恒雄 九州大学 1992.3
- 『蛋白質分子のミトコンドリア膜小胞体膜通過機構』 研究代表者 大村恒雄 九州大学 1990.3
- 『チトクロームP-450の生合成と膜への組込み機構』 研究代表者 大村恒雄 九州大学 1988.3